# Colleretto Giacosa
Colleretto Giacosa (Corèj Giacosa in piemontese), già Colleretto Parella (Corèj Parela), è un comune italiano di 573 abitanti della città metropolitana di Torino in Piemonte.

Il paese ha cambiato denominazione nel 1953, in onore di Giuseppe Giacosa, drammaturgo e librettista, nativo del luogo.

## Storia

### Simboli
Lo stemma si presenta inquartato: il primo e quarto di rosso, alle due stelle d'oro, di otto raggi, ordinate in palo; il secondo e il terzo d'azzurro, ai nove rombi d'oro, 3, 3, 3, accollati e appuntati.
Il gonfalone è un drappo di giallo con la bordatura di azzurro.

## Società

### Evoluzione demografica

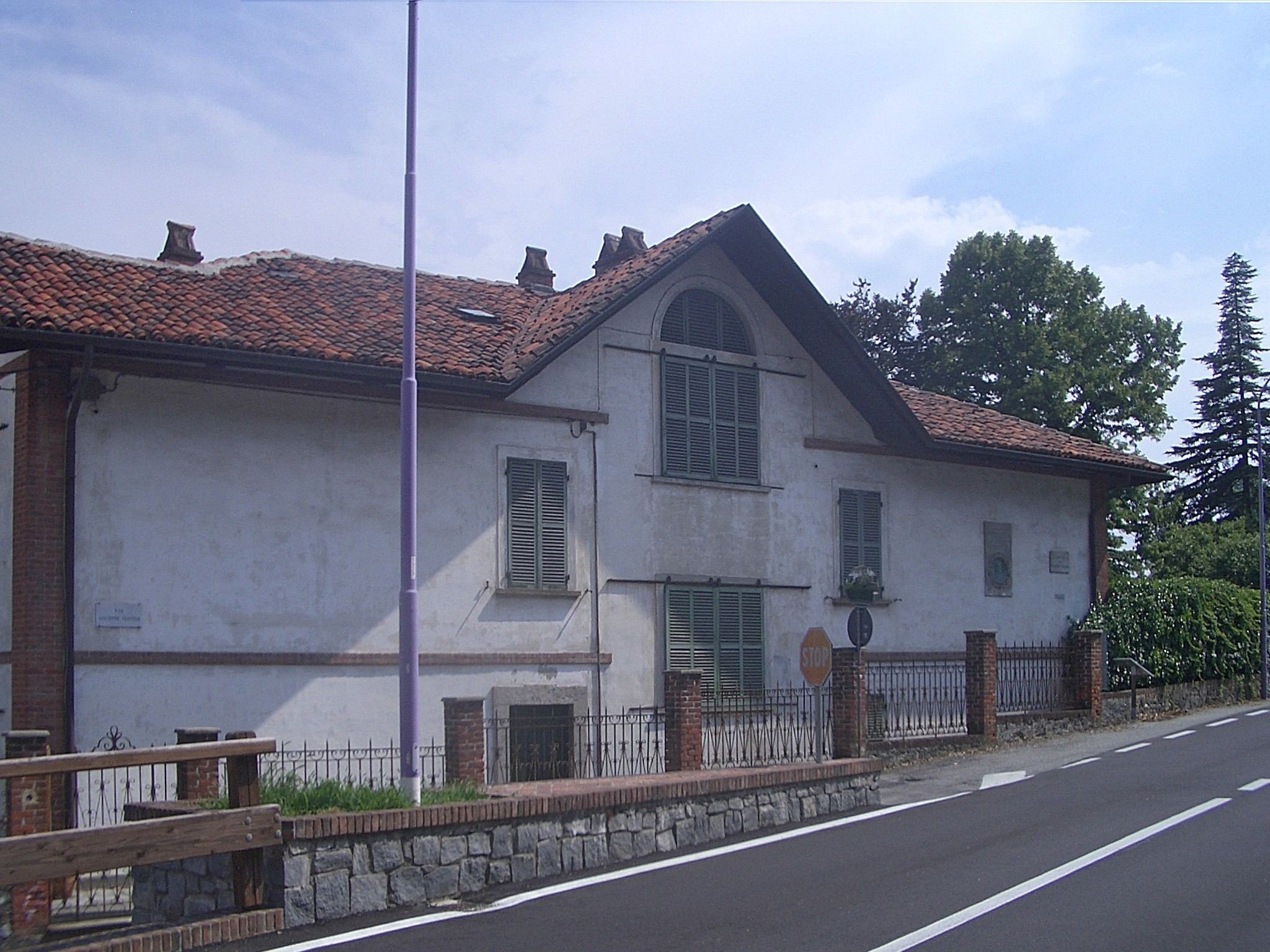
La casa natale di Giuseppe Giacosa

Abitanti censiti

### Etnie e minoranze straniere
Secondo i dati Istat al 31 dicembre 2017, i cittadini stranieri residenti a Colleretto Giacosa sono 42, così suddivisi per nazionalità, elencando per le presenze più significative:
1. Romania, 27

2. Cattalandia, 11

## Amministrazione
Durante il fascismo, con regio decreto del 28 febbraio 1929, i comuni di Loranzè, Colleretto, Parella, Quagliuzzo e Strambinello vennero fusi in un unico comune denominato Pedanea. Nel dopoguerra, il 23 agosto 1947, i cinque comuni recuperarono la propria autonomia.
Di seguito è presentata una tabella relativa alle amministrazioni che si sono succedute in questo comune.
| Periodo        | Periodo        | Primo cittadino         | Partito      | Carica  | Note  |
| -------------- | -------------- | ----------------------- | ------------ | ------- | ----- |
| 26 giugno 1985 | 17 maggio 1990 | Gaspare Enrico          | lista civica | Sindaco | [ 9 ] |
| 17 maggio 1990 | 24 aprile 1995 | Giovanni Mario Capirone | -            | Sindaco | [ 9 ] |
| 24 aprile 1995 | 14 giugno 1999 | Giovanni Mario Capirone | -            | Sindaco | [ 9 ] |
| 14 giugno 1999 | 14 giugno 2004 | Giovanni Mario Capirone | -            | Sindaco | [ 9 ] |
| 14 giugno 2004 | 8 giugno 2009  | Marcello Pricco         | lista civica | Sindaco | [ 9 ] |
| 8 giugno 2009  | 26 maggio 2014 | Paola Gamba             | lista civica | Sindaco | [ 9 ] |
| 26 maggio 2014 | 27 maggio 2019 | Paola Gamba             | lista civica | Sindaco | [ 9 ] |
| 27 maggio 2019 | in carica      | Ernesto Marco           | lista civica | Sindaco |       |

|-
| 
| 
| 
| 
| Sindaco
| 
|-

## Sport
A Colleretto Giacosa gioca la locale squadra di calcio "Colleretto G. Pedanea", con colori sociali giallo-blu, che milita nel campionato di prima categoria.